# معركة أنتيتام

لوحة تجسد المعركة

معركة أنتيتم (بالإنجليزية: Battle of Antietam)‏ وتسمى أيضاً معركة شاربسبرغ من معارك الحرب الأهلية الأمريكية، وتعتبر حتى الوقت الحالي أضخم المعارك في تاريخ الولايات المتحدة الأمريكية من حيث عدد الضحايا (قتلى وجرحى) الذين بلغوا ثلاثة وعشرين ألفاً من الطرفين. وقعت المعركة في 17 سبتمبر 1862 بالقرب من بلدة شاربسبوغ في ولاية ماريلاند التابعة للقوات الاتحادية (الشمالية) آنذاك، فكانت أول معركة في الحرب الأهلية تقع في أراضي الشمال. قاد المعركة من الجانب الاتحادي الجنرال جورج ماكليلان ومن جانب الجنوب الكونفدرالي الجنرال روبرت إدوارد لي. وعلى الرغم من التفوق العددي لقوات الشمال إلا أن ماكلينن فشل في تحقيق نصر تكتيكي حاسم، وتمكن لي من الانسحاب بقسم من قواته إلى ولاية فيرجينيا، إلا أنه من الناحية الاستراتيجية اعتبرت المعركة نصراً هامشياً لقوات الشمال.